# مک‌دانل داگلاس ام‌دی-۸۰

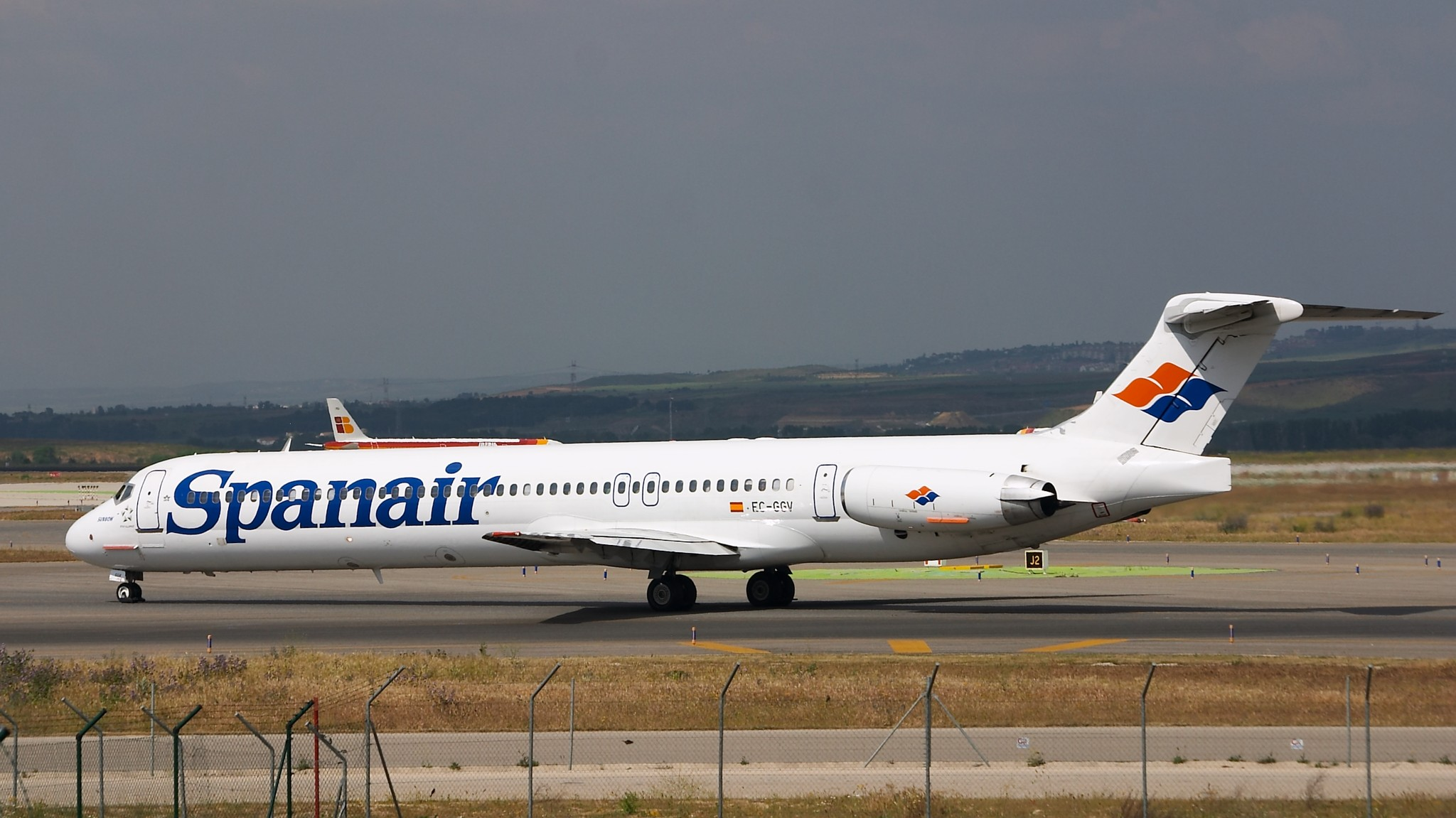
مک‌دانل داگلاس ام‌دی-۸۳ هواپیمائی اسپن‌ایر.

مک‌دانل داگلاس ام‌دی-۸۰ (به انگلیسی: McDonnell Douglas MD-80) یک خانواده هواپیمای مسافربری باریک‌پیکر دوموتوره است که توسط شرکت مک‌دانل داگلاس ایالات متحده توسعه‌یافته و ساخته شده‌است. نخستین پرواز ام‌دی-۸۰ در ۱۸ اکتبر ۱۹۷۹ صورت گرفت. مک‌دانل داگلاس ام‌دی-۸۰ نسل جدیدی از هواپیمای قدیمی‌تر این شرکت، مک‌دانل داگلاس دی‌سی-۹ به‌حساب می‌آید. این هواپیماها تشابه زیادی با خانواده مک‌دانل داگلاس ام‌دی-۹۰ دارند. بنابراین به آن‌ها دی‌سی-۹ سوپر ۸۰ نیز گفته می‌شود.
هواپیمایی‌های کوچک در کشورهای فقیرتر، از کاربران این هواپیما هستند. آئروناوس تی‌اس‌ام مکزیک با ۱۵ فروند رکورددار بهره‌گیری از این سری هواپیماها است.
تا ژوئن ۲۰۲۲، سری ام‌دی-۸۰ در ۸۹ سانحه و رخداد بزرگ هوایی، از جمله ۴۶ تلفات بدنه، با ۱۴۴۶ کشته از سرنشینان دخیل بوده‌است.

## مشخصات

مک‌دانل داگلاس ام‌دی-۸۳ هواپیمایی آتا در حال فرود در فرودگاه تبریز

مک‌دانل داگلاس ام‌دی-۸۰ دارای دو موتور توربوفن پرت اند ویتنی جی‌تی۸دی است. دو موتور در انتهای بدنه و در دو سوی بدنه قرار گرفته‌اند.
- فاصله نوک دو بال: ۳۲٬۸ متر
- طول: ۴۵ متر
- ارتفاع: ۹ متر
- ظرفیت مسافر: ۱۷۲ نفر
- بیشینه سرعت: ۰٫۸۷ ماخ (۹۲۵ کیلومتر بر ساعت)
- محدوده پرواز۴۶۰۰ کیلومتر
- تعداد سقوط: ۱۸

## مدل‌ها
- MD-81 مدل استاندارد مسافربری.
- MD-82 دارای موتور بهینه‌سازی شده.
- MD-83 ظرفیت حمل سوخت بیشتر، ترابری.
- MD-87 بدنه کوتاه‌تر.
- MD-88 مدل پیشرفته تر.